# Bc programmeringssprog

bc, for basic calculator er "en vilkårlig præcisions regnemaskine sprog" med syntaks der ligner C-programmeringssproget. bc anvendes typisk med enten et matematisk skriptsprog eller som en interaktiv matematisk skal.
En typisk interaktiv brug er at taste kommandoen bc på en UNIX kommandoprompt og indtaste et matematisk udtryk, såsom (1 + 3) * 2, hvorved 8 vil blive udlæst. Selvom bc kan arbejde med vilkårlig præcision, er dens standardopsætning at arbejde uden decimaler – så udtrykket 2/3 udlæser 0. Dette kan overraske nye bc brugere der er uopmærksom på dette faktum. Hvis parameteren "-l" gives til bc bliver standard skalaen 20 decimaler, og der tilføjes adskillige matematiske funktioner til sproget.
bc dukkede første gang op i Version 6 UNIX i 1975 og blev skrevet af Robert Morris og Lorinda Cherry ved Bell Labs. Forud for bc fandtes dc, en tidligere vilkårlig præcisions regnemaskine skrevet af de samme forfattere. dc kunne lave vilkårlig præcisionsberegninger, men dets omvendt polsk notation syntaks var ubelejligt for brugerne, og derfor blev bc skrevet som en front-end til dc. bc var en meget simpel compiler (én enkelt yacc kildekodefil på nogle få hundrede linjer) som konverterede den nye, C-lignende, bc syntaks til dc's omvendt polsk notation og pipede resultatet gennem dc.
I 1991 standardiserede POSIX strengt bc. To implementationer af denne standard overlever i dag: Den første er det traditionelle UNIX implementation, en front-end til dc, som overlevede i UNIX og Plan 9-systemer. Den anden er i det frie software GNU-bc, først udgivet i 1991 af Philip A. Nelson. GNU implementationen har adskillige udvidelser udover POSIX-standardens, og er ikke længere en front-end til dc (den er en bytecode fortolker).